# Verwaltungsgemeinschaft Rietschen
Die Verwaltungsgemeinschaft Rietschen, obersorbisch Zarjadniski zwjazk Rěčicy, ist eine sächsische Verwaltungsgemeinschaft im Landkreis Görlitz. Sie liegt im Norden des Landkreises, etwa 14 km nördlich der Kreisstadt Niesky. Durch das Verwaltungsgebiet fließt der Weiße Schöps. Die Landschaft wird im Norden geprägt durch den immer noch andauernden Abbau der Braunkohle und die nach dem Abbau entstehenden Rekultivierungsflächen und im Süden durch eine ausgedehnte Teich- und Waldlandschaft. Die Bundesstraße 115 und die Bahnstrecke Berlin–Görlitz führen durch das Verwaltungsgebiet.

## Gemeinden
Die Verwaltungsgemeinschaft wurde nach der Auflösung des Verwaltungsverbandes Heidedörfer zum 1. Januar 2000 von den Gemeinden
- Rietschen (Rěčicy) mit den Gemeindeteilen Rietschen, Altliebel (Stary Lubolń), Daubitz (Dubc), Hammerstadt (Hamoršć), Neuliebel (Nowy Lubolń) und Teicha (Hatk)
- Kreba-Neudorf (Chrjebja-Nowa Wjes) mit den Gemeindeteilen Kreba (Chrjebja), Lache (Čorna Truha), Neudorf (Nowa Wjes) und Tschernske (Černsk)

gegründet.